# Digital Living Network Alliance
Digital Living Network Alliance (afgekort tot DLNA) is een samenwerking tussen een groep van fabrikanten van pc's en consumentenelektronica die werd opgericht op 30 juni 2003 in de Verenigde Staten.

## Beschrijving
De alliantie, met chipfabrikant Intel als voortrekker, wilde een standaard uitwerken voor het delen van digitale media tussen verschillende apparaten, zoals smartphones, tabletcomputers, pc's en televisies.
Producten met het label DLNA kunnen volgens de standaard met elkaar communiceren, ongeacht of ze door verschillende fabrikanten zijn geproduceerd. Technisch gezien is DLNA gebaseerd op UPnP (Universal Plug and Play).
Films en foto's die zijn opgeslagen op een DLNA-gelabelde pc kunnen bijvoorbeeld worden bekeken op DLNA-gelabelde televisies zonder omvormers of accessoires. De communicatie en overdracht tussen DLNA-gelabelde producten vindt plaats via een draadloos netwerk, een bekabeld netwerk of bluetooth. Dit kan verschillen van product tot product.
Een kritiekpunt van DLNA is dat het een minimumstandaard is en relatief weinig formaten ondersteunt.
Begin 2017 maakte de alliantie bekend dat zij haar doel heeft bereikt en verder zal gaan als non-profitorganisatie.

### Ondersteunde formaten
| Mediatype    | Verplicht formaat | Optioneel formaat               |
| ------------ | ----------------- | ------------------------------- |
| Afbeeldingen | JPEG              | PNG, GIF, TIFF                  |
| Geluid       | LPCM              | AC3, AAC, MP3, WMA9, ATRAC3Plus |
| Video        | MPEG2             | MPEG1, MPEG4, VC1, MPV1         |